# Geomyza breviseta
Geomyza breviseta är en tvåvingeart som beskrevs av Leander Czerny 1928. Geomyza breviseta ingår i släktet Geomyza och familjen gräsflugor. Arten är reproducerande i Sverige. Inga underarter finns listade i Catalogue of Life.